# Подконська-Воля
Подконська-Воля (пол. Podkońska Wola) — село в Польщі, у гміні Черневиці Томашовського повіту Лодзинського воєводства.
Населення — 103 особи (2011).
У 1975-1998 роках село належало до Пйотрковського воєводства.

## Демографія
Демографічна структура станом на 31 березня 2011 року:
|          | Загалом | Допрацездатний вік | Працездатний вік | Постпрацездатний вік |
| -------- | ------- | ------------------ | ---------------- | -------------------- |
| Чоловіки | 59      | 14                 | 40               | 5                    |
| Жінки    | 44      | 10                 | 23               | 11                   |
| Разом    | 103     | 24                 | 63               | 16                   |